# Hachijō-in no Takakura
Hachijō-in no Takakura (八条院高倉; 1176 – 1248) è stata una poeta giapponese waka del tardo periodo Heian e il primo periodo Kamakura.
È considerata una delle Trentasei poetesse immortali e dei Trentasei nuovi immortali della poesia (新三十六歌仙 Shin Sanjūrokkasen).
Apparteneva a un ramo dei Fujiwara Hokke appartenente al clan Fujiwara. Ufficialmente figlia di Fujiwara no Sanetsuna e Nijō-in no Naishi Mikawa, signora della corte dell'imperatore Nijō. Si crede che fosse figlia illegittima di un sacerdote buddista Chōken e della principessa Takamatsu-in Yoshiko, moglie (nyoin) dell'imperatore Nijō.
Cresciuta dal poeta Fujiwara no Shunzei, ricevette un'istruzione approfondita, poi prestò servizio come dama di corte della zia principessa Hachijō-in Akiko (figlia dell'imperatore Toba).
Dopo la morte di Hachijō-in Akiko (1211), Hachijō-in no Takakura divenne monaca e prese il nome di "Kūnyo". Inizialmente risiedette a Shōkutei-in (parte del complesso del tempio Daigo-ji di Kyoto dedicato alle monache), poi si trasferì al tempio Hokke-ji nell'attuale prefettura di Nara intorno al 1243. Agendo insieme alla sua apprendista, Jizen contribuì alla crescita dell'importanza di Hokke-ji e alla diffusione del culto delle reliquie ivi raccolte, e indirettamente allo sviluppo del monachesimo buddista femminile in Giappone.
L'imperatore in pensione Go-Toba vide la sua abilità nella poesia waka e la invitò nei suoi circoli poetici, più tardi lo stesso fece l'imperatore Juntoku.